# Pherbellia similis
Pherbellia similis är en tvåvingeart som först beskrevs av Cresson 1920.  Pherbellia similis ingår i släktet Pherbellia och familjen kärrflugor. Inga underarter finns listade i Catalogue of Life.